# Olympique Lyonnais 2007-2008
Questa voce raccoglie le informazioni riguardanti l'Olympique Lyonnais nelle competizioni ufficiali della stagione 2007-2008.

## Organigramma societario
Area tecnica
- Allenatore: Alain Perrin
- Allenatore in seconda: Rémi Garde, Christophe Galtier, Bruno Génésio
- Preparatore dei portieri: Joël Bats

## Rosa
| N. |                      | Ruolo | Calciatore         |
| -- | -------------------- | ----- | ------------------ |
| 1  | Francia (bandiera)   | P     | Grégory Coupet     |
| 2  | Francia (bandiera)   | D     | François Clerc     |
| 3  | Brasile (bandiera)   | D     | Cris               |
| 4  | Svizzera (bandiera)  | D     | Patrick Müller     |
| 5  | Francia (bandiera)   | C     | Mathieu Bodmer     |
| 6  | Svezia (bandiera)    | C     | Kim Källström      |
| 7  | Rep. Ceca (bandiera) | A     | Milan Baroš        |
| 8  | Brasile (bandiera)   | C     | Juninho (capitano) |
| 9  | Brasile (bandiera)   | A     | Fred               |
| 10 | Francia (bandiera)   | A     | Karim Benzema      |
| 11 | Italia (bandiera)    | D     | Fabio Grosso       |
| 14 | Francia (bandiera)   | A     | Sidney Govou       |
| 18 | Francia (bandiera)   | A     | Hatem Ben Arfa     |

| N. |                           | Ruolo | Calciatore          |
| -- | ------------------------- | ----- | ------------------- |
| 19 | Argentina (bandiera)      | A     | César               |
| 20 | Francia (bandiera)        | D     | Anthony Réveillère  |
| 21 | Spagna (bandiera)         | C     | Crosas              |
| 22 | Brasile (bandiera)        | D     | Anderson            |
| 23 | Costa d'Avorio (bandiera) | A     | Kader Keïta         |
| 24 | Francia (bandiera)        | C     | Romain Beynié       |
| 25 | Francia (bandiera)        | P     | Joan Hartock        |
| 27 | Francia (bandiera)        | A     | Anthony Mounier     |
| 28 | Francia (bandiera)        | C     | Jérémy Toulalan     |
| 29 | Francia (bandiera)        | D     | Sébastien Squillaci |
| 30 | Francia (bandiera)        | P     | Rémy Vercoutre      |
| 32 | Francia (bandiera)        | D     | Jean-Alain Boumsong |
|    | Francia (bandiera)        | P     | Frédéric Roux       |

## Statistiche

### Andamento in campionato
| Giornata  | 1 | 2 | 3 | 4 | 5 | 6 | 7 | 8 | 9 | 10 | 11 | 12 | 13 | 14 | 15 | 16 | 17 | 18 | 19 | 20 | 21 | 22 | 23 | 24 | 25 | 26 | 27 | 28 | 29 | 30 | 31 | 32 | 33 | 34 | 35 | 36 | 37 | 38 |
| --------- | - | - | - | - | - | - | - | - | - | -- | -- | -- | -- | -- | -- | -- | -- | -- | -- | -- | -- | -- | -- | -- | -- | -- | -- | -- | -- | -- | -- | -- | -- | -- | -- | -- | -- | -- |
| Luogo     | C | T | C | T | C | T | C | T | C | T  | C  | T  | C  | C  | T  | C  | T  | C  | T  | C  | T  | C  | T  | C  | T  | C  | T  | C  | T  | C  | T  | T  | C  | T  | C  | T  | C  | T  |
| Risultato | V | P | P | V | V | V | V | N | V | V  | V  | V  | V  | P  | V  | V  | P  | N  | N  | V  | P  | V  | N  | V  | P  | V  | V  | V  | V  | V  | V  | P  | N  | V  | N  | N  | V  | V  |
| Posizione | 3 | 7 | 8 | 7 | 4 | 2 | 1 | 2 | 2 | 2  | 1  | 1  | 1  | 1  | 1  | 1  | 1  | 1  | 1  | 1  | 1  | 1  | 1  | 1  | 1  | 1  | 1  | 1  | 1  | 1  | 1  | 1  | 1  | 1  | 1  | 1  | 1  | 1  |

Fonte:  France » Ligue 1 2007-2008 » Schedule, su worldfootball.net.
Legenda:

Luogo: C = Casa; T = Trasferta. Risultato: V = Vittoria; N = Pareggio; P = Sconfitta.